# Doopsgezinde kerk (Pingjum)
De doopsgezinde kerk van Pingjum is een kerkgebouw in de gemeente Súdwest-Fryslân in de Nederlandse provincie Friesland.

## Beschrijving
De schuilkerk werd rond 1600 gebouwd achter een onopvallende kosterswoning. De zaalkerk wordt gedekt door een houten koepelgewelf. De doopsgezinde kerk (Menno's Fermanje) is een rijksmonument. Het kerkgebouw is ingericht als een museum. Banken rondom voor de broeders, stoelen in het midden voor de zusters en een preekstoel. In 1983 zijn de kerk en woonhuis geheel gerestaureerd waarbij ernaar gestreefd is zo veel mogelijk de oorspronkelijke situatie te handhaven. De kerk wordt door mennonieten bezocht en in de kerk wordt een diaserie over het leven van Menno Simons vertoond. 

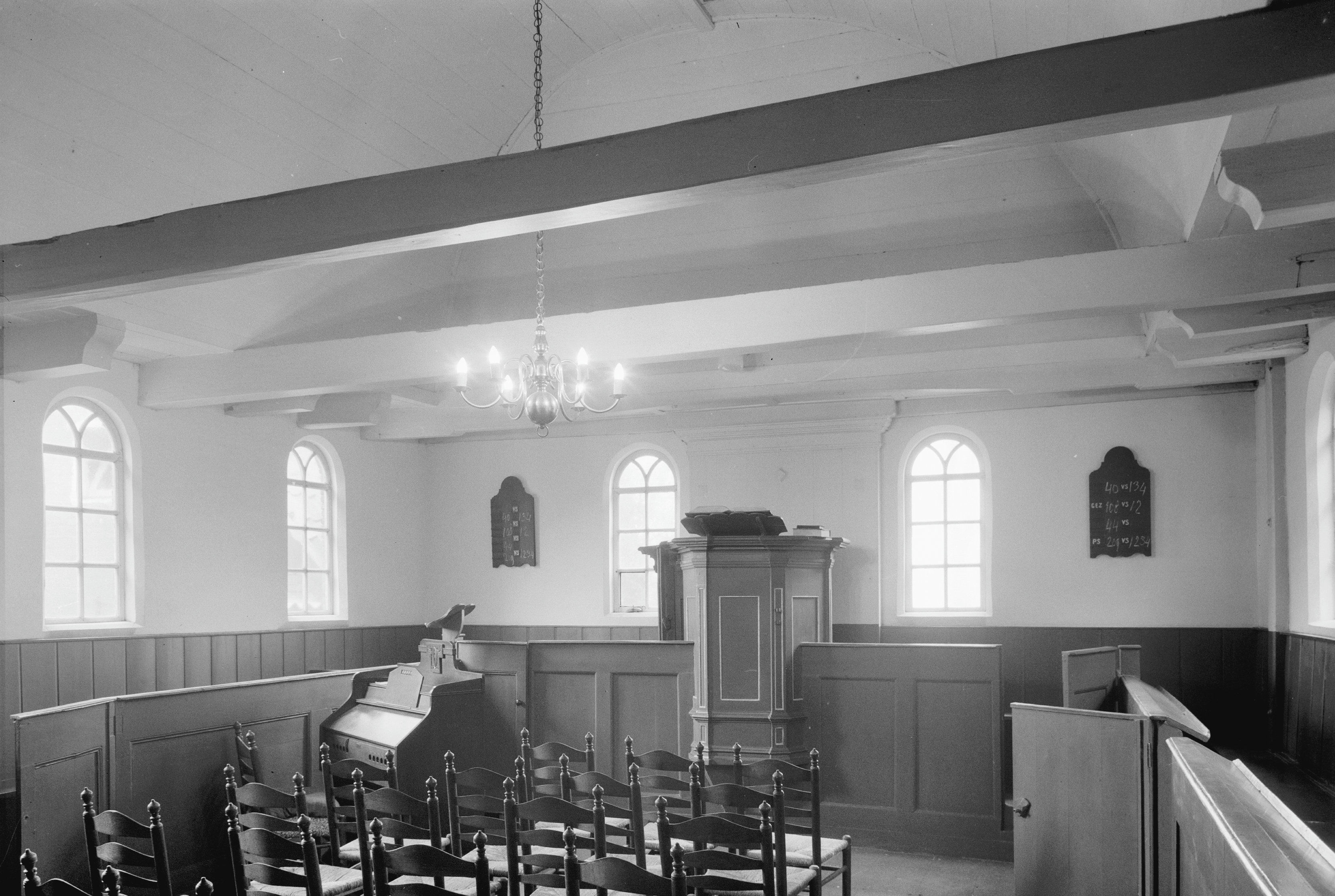
Interieur in 1965
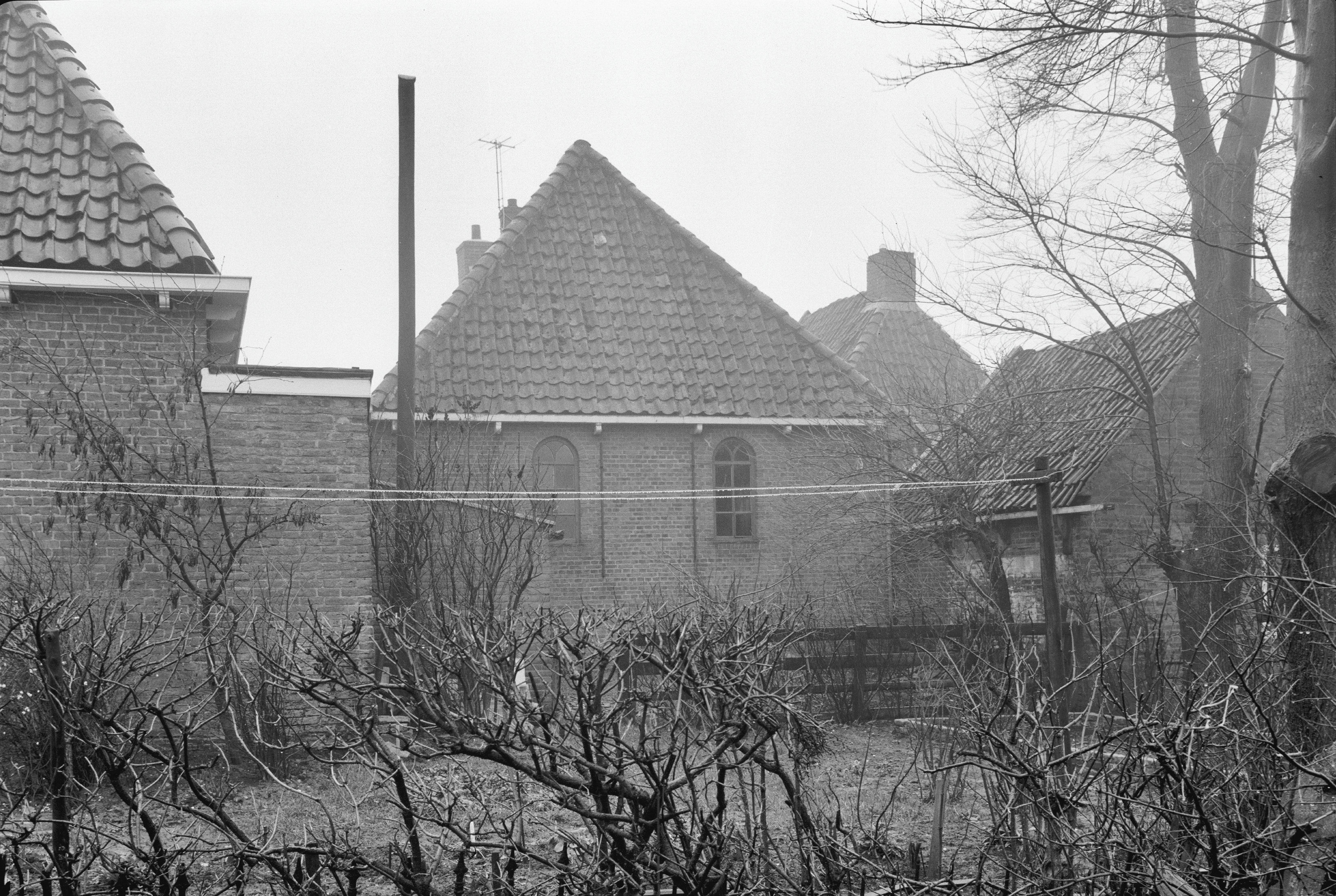
Achtergevel